# Walter Thompson
Pour les articles homonymes, voir Thompson et Walter Thompson (homonymie).
Walter Thompson, né le 8 mai 1903 et mort le 17 décembre 1975, est un monteur, réalisateur et producteur américain.

## Filmographie

### Comme monteur

#### Années 1930
- 1930 : Hommes sans femmes (Men Without Women) de John Ford
- 1931 : Not So Loud
- 1931 : All Gummed Up
- 1931 : Lemon Meringue
- 1931 : Beach Pajamas (en) de William Goodrich
- 1931 : Easy to Get
- 1932 : Partners
- 1932 : Only Men Wanted
- 1932 : Blondes by Proxy
- 1932 : Niagara Falls (en)
- 1933 : Under Secret Orders (en) de Sam Newfield
- 1934 : Burn 'Em Up Barnes (en)
- 1935 : Les Nouvelles Aventures de Tarzan
- 1935 : L'Empire des fantômes (The Phantom Empire)
- 1936 :  Tundra (en) de Norman Dawn
- 1937 : La Mascotte du régiment (Wee Willie Winkie) de John Ford
- 1937 : Jeux de dames (Wife, Doctor and Nurse) de Walter Lang
- 1937 : J'ai deux maris (Second honeymoon) de Walter Lang
- 1938 : Sally, Irene and Mary de William A. Seiter
- 1938 : Hôtel à vendre (Little Miss Broadway) d'Irving Cummings
- 1938 : La Vie en rose (Just Around the Corner) d'Irving Cummings
- 1939 : Et la parole fut (The Story of Alexander Graham Bell) de Irving Cummings
- 1939 : Vers sa destinée (Young Mr. Lincoln) de John Ford
- 1939 : Hollywood Cavalcade
- 1939 : Tout se passe la nuit (Everything Happens at Night) d'Irving Cummings

#### Années 1940
- 1940 : Lillian Russell
- 1940 : Le Retour de Frank James (The Return of Frank James) de Fritz Lang
- 1940 : Adieu Broadway (Tin Pan Alley) de Walter Lang
- 1941 : Une nuit à Rio (That Night in Rio) de Irving Cummings
- 1941 : Soirs de Miami (Moon Over Miami) de Walter Lang
- 1941 : Wild Geese Calling
- 1941 : L'Étang tragique (Swamp Water) de Jean Renoir
- 1942 : Le Chevalier de la vengeance (Son of Fury) de John Cromwell
- 1942 : Âmes rebelles (This Above All) d'Anatole Litvak
- 1942 : Pilotes de chasse (Thunder Birds) de William A. Wellman
- 1943 : Requins d'acier (Crash Dive)
- 1943 : Jane Eyre (Jane Eyre), de Robert Stevenson
- 1947 : L'Orchidée blanche (The Other Love) d'André de Toth
- 1947 : Un gangster pas comme les autres (The Gangster) de Gordon Wiles
- 1948 : So This Is New York
- 1948 : Sanglante Aventure (Pitfall) de André de Toth
- 1948 : L'Enfer de la corruption (Force of Evil) de Abraham Polonsky
- 1949 : Le Grand Départ (The Big Wheel) d'Edward Ludwig

#### Années 1950
- 1950 : Trahison à Budapest
- 1950 : Sables mouvants (Quicksand) de Irving Pichel
- 1951 : The Second Woman
- 1959 : Au risque de se perdre (The Nun's Story) de Fred Zinnemann

#### Années 1960
- 1962 : Samar
- 1962 : Les Amours enchantées (The Wonderful World of the Brothers Grimm) de George Pal
- 1964 : Et vint le jour de la vengeance (Behold a Pale Horse) de Fred Zinnemann
- 1965 : Un caïd (King Rat)
- 1966 : Walk Don't Run
- 1966 : Bien joué Matt Helm (Murderers' Row)
- 1966 : Rage
- 1968 : La Puce à l'oreille (A Flea in Her Ear) de Jacques Charon
- 1969 : Model Shop de Jacques Demy
- 1969 : Les Naufrages de l'espace (Marooned) de John Sturges

#### Années 1970
- 1970 : The Baby Maker
- 1971 : Skin Game
- 1971 : The Todd Killings
- 1972 : La Dernière Chance (Fat City) de John Huston
- 1972 : La Chevauchée des sept mercenaires (The Magnificent Seven Ride!) de George McCowan
- 1973 : Le Fauve (Shamus)
- 1973 : Bad Charleston Charlie
- 1973 : La Chasse aux diplômes de James Bridges
- 1973 : The Man Who Could Talk to Kids (TV)
- 1974 : Mixed Company (en)
- 1975 : Adieu ma jolie (Farewell, My Lovely) de Dick Richards

### Comme réalisateur
- 1956 : Seven Wonders of the World
- 1958 : South Seas Adventure

### Comme producteur
- 1945 : Le Grand Bill (Along Came Jones)
- 1961 : Romanoff et Juliette (Romanoff and Juliet)

## Nominations
- 1943 : Nomination à l'Oscar du meilleur montage pour Âmes rebelles
- 1960 : Nomination à l'Oscar du meilleur montage pour Au risque de se perdre
- 1963 : Nomination à l'Eddie du meilleur montage pour Les Amours enchantées